# 정교회 성 바울로 성당
정교회 성 바울로 성당은 인천광역시 남동구 간석동에 있는 한국정교회 성당이다. 1981년부터 선교가 시작되고 1983년에 소성당을 건립하면서 본격적인 선교가 전개되었다.1994년에 현재의 성당이 건립됐다.

## 사진

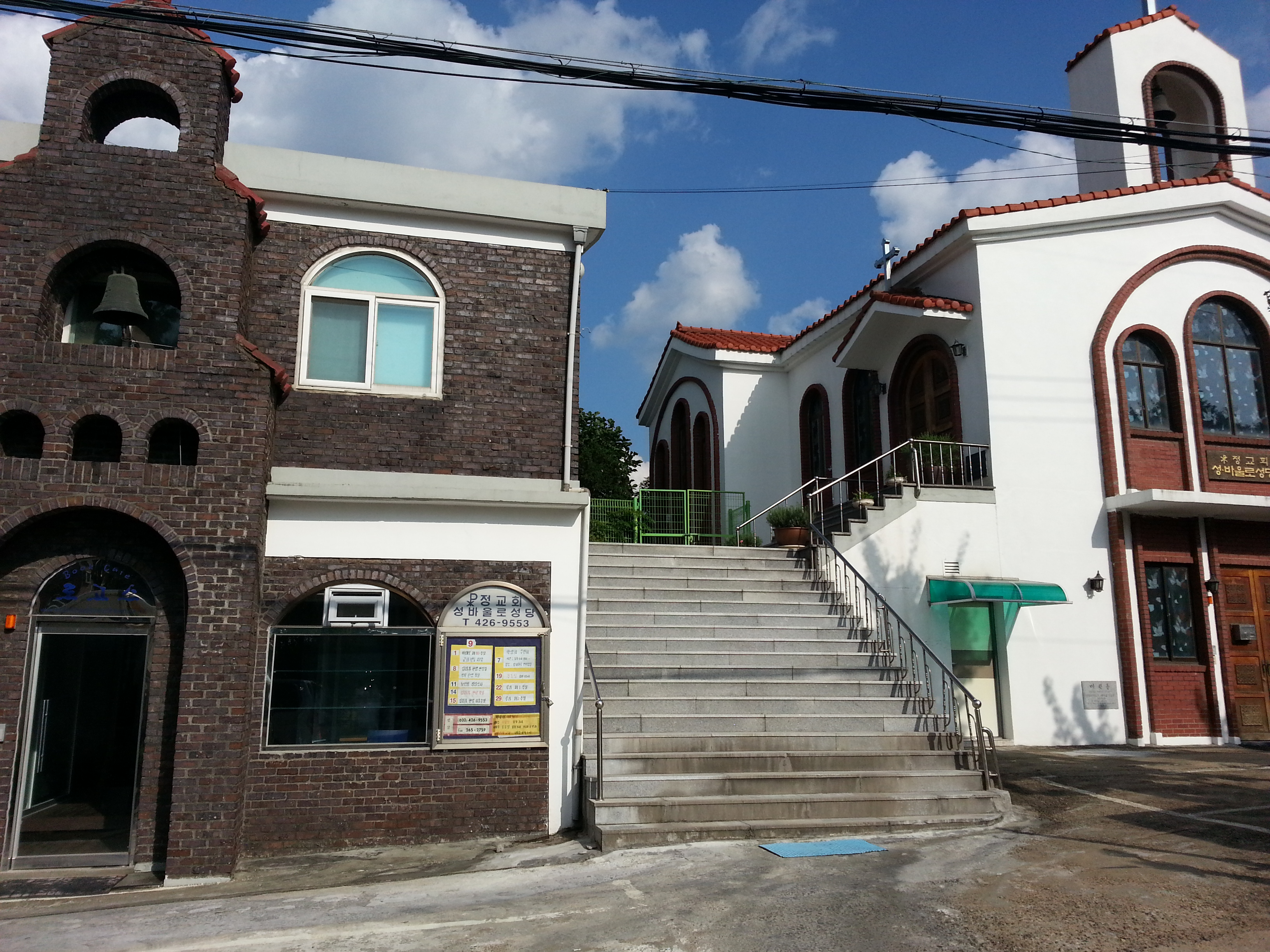

## 같이 보기
- 동방 정교회
- 정교회 한국대교구